# 对甲苯磺酰甲基异腈
对甲苯磺酰甲基异腈（TosMIC，Toluenesulfonylmethyl isocyanide），分子式CH3C6H4SO2CH2NC，是一种有机化合物，其分子中含有磺酰基和异腈基两个官能团。它是一种无色固体，而且与大多数胩不同，是无味的。它是由相对应的甲酰胺衍生物的脱水制备。该试剂可在van Leusen反应中使用，将醛转化为腈，以及一些可能的通过成环制备噁唑和咪唑的反应。

## 引用和注释
1. ↑  p-Toluenesulfonylmethyl isocyanide at Sigma-Aldrich
2. ↑  Hoogenboom, B. E.; Oldenziel, O. H.; van Leusen, A. M. (1977). "p-TOLYLSULFONYLMETHYL ISOCYANIDE". Org. Synth. 57: 102; Coll. Vol. 6: 987.